# Suite harmonique
Pour les articles homonymes, voir Harmonique.
En mathématiques, une suite harmonique est une suite dont chaque terme est la moyenne harmonique des termes précédent et suivant. Une condition équivalente est que son inverse soit une suite arithmétique. 

## Définition par récurrence simple

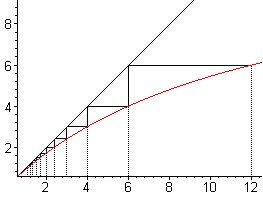

Une suite harmonique est une suite réelle {\displaystyle (u_{n})_{n\geqslant n_{0}}} telle qu'il existe un nombre {\displaystyle \ r} appelé raison pour lequel :
{\displaystyle \forall n\geqslant n_{0}\,\ \ {\frac {1}{u_{n+1}}}={\frac {1}{u_{n}}}+r\,}
soit :
{\displaystyle \forall n\geqslant n_{0}\,\ \ u_{n+1}={\frac {u_{n}}{ru_{n}+1}}\,}
Il s'agit donc d'une suite homographique.
Par exemple pour {\displaystyle u_{0}=12,r=1/12}, la suite prend les valeurs 12, 6, 4, 3, 12/5, 2, 12/7,... , suite visualisée ci-contre.

## Définition explicite
En notant {\displaystyle a={\frac {1}{u_{n_{0}}}}-n_{0}r} :
{\displaystyle \forall n\geqslant n_{0}\,\ \ \ u_{n}={\frac {1}{a+nr}}\,}
Dans l'exemple précédent, {\displaystyle u_{n}={\frac {12}{n+1}}}.
Autre exemple : la suite harmonique {\displaystyle \left({\frac {T}{n}}\right)_{n\in \mathbb {N} ^{*}}} est la suite des périodes associées aux harmoniques de la fréquence {\displaystyle {\frac {1}{T}}}.

## Définition par récurrence double
La relation de définition s'écrit :
{\displaystyle \forall n\geqslant n_{0}\,\ \ {\frac {2}{u_{n+1}}}={\frac {1}{u_{n}}}+{\frac {1}{u_{n+2}}}\,}
ce qui donne : 
{\displaystyle \forall n\geqslant n_{0}\,\ \ u_{n+2}={\frac {u_{n}u_{n+1}}{2u_{n}-u_{n+1}}}\,}

## Note et référence
1. ↑  Pourquoi des progressions, suites et moyennes arithmétiques, géométriques et harmoniques ?